# Rosa Fraginal
Rosa Fraginal, född Llorens, död 1791, var en spansk textilfabrikör. Hon tillhörde de ledande figurerna i sin tids textilindustri i Barcelona.  
Hon gifte sig med Francesc Fraginal (d. 1770), som 1766 grundade en kalikåfabrik i Barcelona i kompanjonskap med Josep Aymar och Joan Baptista Sirens under namnet Joan Baptista Sires & Co. Barcelona var under denna tid Spaniens kommersiella centrum, särskilt inom textilindustrin. Hon sålde fabrikens kalikå genom makens butik, och efter hans död 1770 ärvde hon hans tredjedel av verksamheten och fortsatte försäljningen av fabrikens produkter.  År 1785 sålde hon sin andel och köpte ena halvan av Antoni Marimons kalikåfabrik samt ägnade sig åt fastighetsaffärer. Hon beskrivs som framgångsrik och hade vid sin död utökat den förmögenhet hon ärvde av sin make till ett tio gånger så stort belopp. Hon nämns som en av de mest framträdande affärskvinnorna i sin tids Barcelona jämsides med Rita Gerle. Som privatperson beskrivs hon som djupt religiös och ska ha markerat sitt änkestånd kraftigt i officiella sammanhang genom att alltid klä sig i svart. Hon lämnade sin verksamhet till sin son. 